# Harda Horda
Harda Horda – nieformalna grupa literacka, skupiająca polskie autorki fantastyki.

## Historia i cele grupy
Harda Horda powstała z początkiem roku 2017 pierwotnie jako pomysł na przestrzeń do pracy dla kobiet-pisarek, sformalizowana w marcu tegoż roku. Nazwa jest nawiązaniem do okrzyku „For the Horde!” znanego z gry World of Warcraft.
Grupa jest, podobnie jak Klub Tfurców grupą funkcjonalną (sytuacyjną), nie programową. Autorki nie skupiają się wokół żadnego programu ideologicznego ani manifestu, nie dzielą też stylistyki – jedynymi elementami wiążącymi członkinie grupy jest fakt pisania przez nie fantastyki oraz płeć. Celem istnienia grupy jest promocja autorek i wzajemne wsparcie. Zdaniem Piotra Górskiego czuć jednak wśród autorek pewną wspólnotę myśli. Anna Łebkowska zauważyła przy tym, że już nazwa grupy ma charakter konfrontacyjny i opiera się na dumie i niechęci do podległości, wynikających z niezgody na zastany w kulturze stan rzeczy.
Pierwszym przedsięwzięciem było utworzenie w 2017 roku angielskojęzycznego katalogu polskich autorek Fantastic Women Writers of Poland, mającego na celu wsparcie promocji twórczości grupy. Rok później na portalu LubimyCzytac.pl opublikowany został cykl felietonów poświęconych pisaniu.
W 2019 roku, z okazji dwóch lat istnienia grupy, nakładem wydawnictwa SQN wyszła antologia Harda Horda, zbierająca opowiadania większości autorek (z wyjątkiem Krystyny Chodorowskiej).
W grudniu 2020 nakładem wydawnictwa SQN ukazała się druga grupowa antologia Harde Baśnie, zbierająca trzynaście opowiadań będących retellingami klasycznych baśni. To samo wydawnictwo wydało także kolejne antologie Hardej Hordy: Inne nieba w 2022 i Harde bestie w 2024.
Grupa zyskała w środowisku pisarzy i czytelników fantastyki znaczną rozpoznawalność, będąc częścią szerszego zjawiska coraz większej obecności kobiet w literaturze fantastycznej.

## Skład grupy
W skład grupy wchodzą: Ewa Białołęcka, Krystyna Chodorowska, Agnieszka Hałas, Anna Hrycyszyn, Aneta Jadowska, Aleksandra Janusz, Anna Kańtoch, Marta Kisiel, Magdalena Kubasiewicz, Anna Nieznaj, Martyna Raduchowska, Milena Wójtowicz, Aleksandra Zielińska.